# Магда Герджикова
Магда (Магдалина) Михайлова Герджикова е българска просветна деятелка, произхождаща от рода на копривщенския бегликчия Павел Герджиков.

## Биография
Магда Герджикова е дъщеря на войводата Михаил Герджиков и Янка Каневчева от град Охрид. Майката, като учителка в Скопие, е куриерка на Централния комитет на ВМОРО и служи като свръзка между София и Солун. Разболява се от плеврит, преминал в туберкулоза, и след продължително и тежко боледуване почива. Магда преживява тежко загубата, но баща ѝ е винаги до нея.
В периода 1921 – 1922 година Михаил Герджиков е интерниран от властите и живее в дома на Райна Стрезова в град Копривщица. Под майчинските грижи на Райна тя намира много приятели, докато учи в града. През 1923 година Михаил Герджиков нелегално се прехвърля в Цариград с мисълта да да заживее някъде в Европа. Тук той се установява легално и си намира работа, докато изчаква дъщеря му да дойде при него. Когато се събират, Магда е дадена във френски католически пансион, а по-късно учи в Робърт колеж.
След като двамата с баща ѝ се прибират в София, Магда работи в счетоводството на Софпроект. По това време тя участва в работата на Охридско-Стружката секция на Съюза на македонските дружества и в дейността на Съюза на тракийските културно-просветни дружества.
През всичките топли дни през годините до смъртта си живее в къщичката на Райна Стрезова, завещана на баща ѝ и на нея, която счита за бащина стряха. Тук тя пише част от спомените си за битките с трудностите и препятствията, с които е водила борба. До интернирането му в село Балван през 1970 г. живеят заедно с анархиста Христо Колев и тя носи неговото фамилно име – Магдалина Михайлова Колева.
Магдалина Герджикова е полиглот и владее турски, гръцки, френски и английски език.